# 199 v.Chr.
Het jaar 199 v.Chr. is een jaartal volgens de christelijke jaartelling.

## Gebeurtenissen

### Italië
- Lucius Cornelius Lentulus en Publius Villius Tappulus zijn consul in het Imperium Romanum.
- De Senaat voert de Romeinse wet Lex Porchia in, op aanraden van Publius Porcius Laeca, hij stelt voor dat in het geval van een doodsvonnis men aanspraak kan maken op hoger beroep.
- Een Romeins legioen onder bevel van Gnaeus Baebius Tamphilus, wordt in de Povlakte door de Gallische stam de Insubres vernietigd, in de veldslag sneuvelen 6.700 legionairs.

### Griekenland
- Een Romeins expeditieleger valt Macedonië binnen, de Romeinse vloot verovert met steun van Pergamon en Rhodos de Cycladen. Vanwege de winter moeten de Romeinen zich weer terugtrekken naar Illyrië.

### Klein-Azië
- Antiochus III de Grote faalt in zijn veldtocht om de stad Coracesium (huidige Alanya) te veroveren en wordt door de bondgenoten van Ptolemaeus V Epiphanes uit Cilicië verdreven.